# Azeta rufescens
Azeta rufescens là một loài bướm đêm trong họ Erebidae.